# François Persoons
Pour les articles homonymes, voir François et Persoons.
 (janvier 2017).
Si vous disposez d'ouvrages ou d'articles de référence ou si vous connaissez des sites web de qualité traitant du thème abordé ici, merci de compléter l'article en donnant les références utiles à sa vérifiabilité et en les liant à la section « Notes et références ».
François Persoons (né à Profondeville le 28 mai 1925, mort à Bruxelles le 8 mai 1981) est un homme politique belge membre du Front démocratique des francophones.
Docteur en droit et licencié en sciences économiques de l'Université catholique de Louvain il est d'abord avocat et cadre supérieur d'institutions financières. De 1968 à 1971, il est député pour le Parti social-chrétien et, à partir de cette année, il siège à la Chambre comme député FDF jusqu'en 1981. Il est secrétaire d'État à la culture française de 1977 à 1979 puis secrétaire d'État de la Communauté française jusqu'en janvier 1980, date à laquelle, sur proposition du Premier ministre Wilfried Martens, il est révoqué par le roi Baudouin Ier à la suite du refus politique flamand d'organiser la Région bruxelloise sur le même pied que les autres régions.